# مارغريتا أورتيغا
مارغريتا أورتيغا (بالإسبانية: Margarita Ortega)‏ هي لاسلطوية مكسيكية، ولدت في 1871 في ولاية سونورا في المكسيك، وتوفيت في 23 نوفمبر 1913 في مكسيكالي في المكسيك بسبب إعدام رميا بالرصاص.